# Short Admiralty Type 166
Short Type 166 là một loại máy bay ném bom, ngư lôi và trinh sát hai chỗ của Anh trong thập niên 1910, do hãng Short Brothers thiết kế.

## Quốc gia sử dụng
Greece
- Hải quân Hy Lạp

 Anh Quốc
- Cục Không quân Hải quân Hoàng gia

## Tính năng kỹ chiến thuật
Dữ liệu lấy từ Westland History, Barnes & James
Đặc tính tổng quát
- Kíp lái: 2
- Chiều dài: 40 ft 7 in (12,38 m)
- Sải cánh: 57 ft 3 in (17,45 m)
- Chiều cao: 14 ft 1 in (4,29 m) [2]
- Diện tích cánh: 575 foot vuông (53,4 m2)
- Trọng lượng rỗng: 3.500 lb (1.588 kg)
- Trọng lượng có tải: 4.580 lb (2.077 kg)
- Động cơ: 1 × Salmson 2M7 kiểu động cơ piston, làm mát bằng nước, 199,9 hp (149,1 kW)

Hiệu suất bay
- Vận tốc cực đại: 65 mph (105 km/h; 56 kn)
- Thời gian bay: 4 h